# Tiago Mendes
Tiago Mendes (Viana do Castelo, 1981. május 2. –) portugál válogatott labdarúgó.

## Pályafutása

### SC Braga
Első felnőtt csapata az SC Braga volt. Minho csapatában mindössze 19 évesen játszott először, és 2 év alatt 62 mérkőzést játszott és rúgott 4 gólt. A csapat 2001-ben 4. lett így indulhatott UEFA-kupában.

### SL Benfica
Tiago az első szezonjában 13 gólt lőtt. Ez csak a második helyhez volt elég, de második szezonjában kupát nyert.

### Chelsea
2004, július 20.-án 15 millió euróért igazolt át az angol Chelsea FC-hez. Tiago edzője José Mourinho lett. A Crystal Palace FC ellen debütált. A csapattal Premier Leaguet, Angol ligakupát és Angol Szuperkupát nyert.

## Sikerei, díjai
- Benfica:
  - Portugál Kupa győztes: 2003–04
- Chelsea:
  - Premier League: 2004–05
  - Angol Ligakupa: 2004–05
  - Angol Szuperkupa: 2005
- Lyon:
  - Francia bajnok: 2005–06, 2006–07
  - Francia Szuperkupa győztes: 2005, 2006
  - Francia Ligakupa: Döntős 2007
- Atlético Madrid:
  - Király Kupa: Döntős 2009-10
  - Európa Liga győztes:2010
  - UEFA-bajnokok ligája: döntős: 2014, 2016